# تاريخ التجارب على الحيوانات
تاريخ التجارب على الحيوانات يعود إلى كتابات الإغريق في القرنين الرابع والثالث قبل الميلاد، مع أرسطو (384-322 قبل الميلاد) وإيراسيستراتوس (304-258 قبل الميلاد) والذين كانوا من بين أول من قاموا بإجراء التجارب على الحيوانات الحية. جالينوس، طبيب في روما بالقرن الثاني، قام بتشريح الخنازير والماعز، وهو المعروف باسم «أبو التشريح.» ابن زهر، الطبيب العربي في القرن الثاني عشر في الأندلس مارس أيضا التشريح، وقدم التجارب على الحيوانات كطريقة تجريبية لاختبار العمليات الجراحية قبل تطبيقها على المرضى من البشر.

## تاريخيا

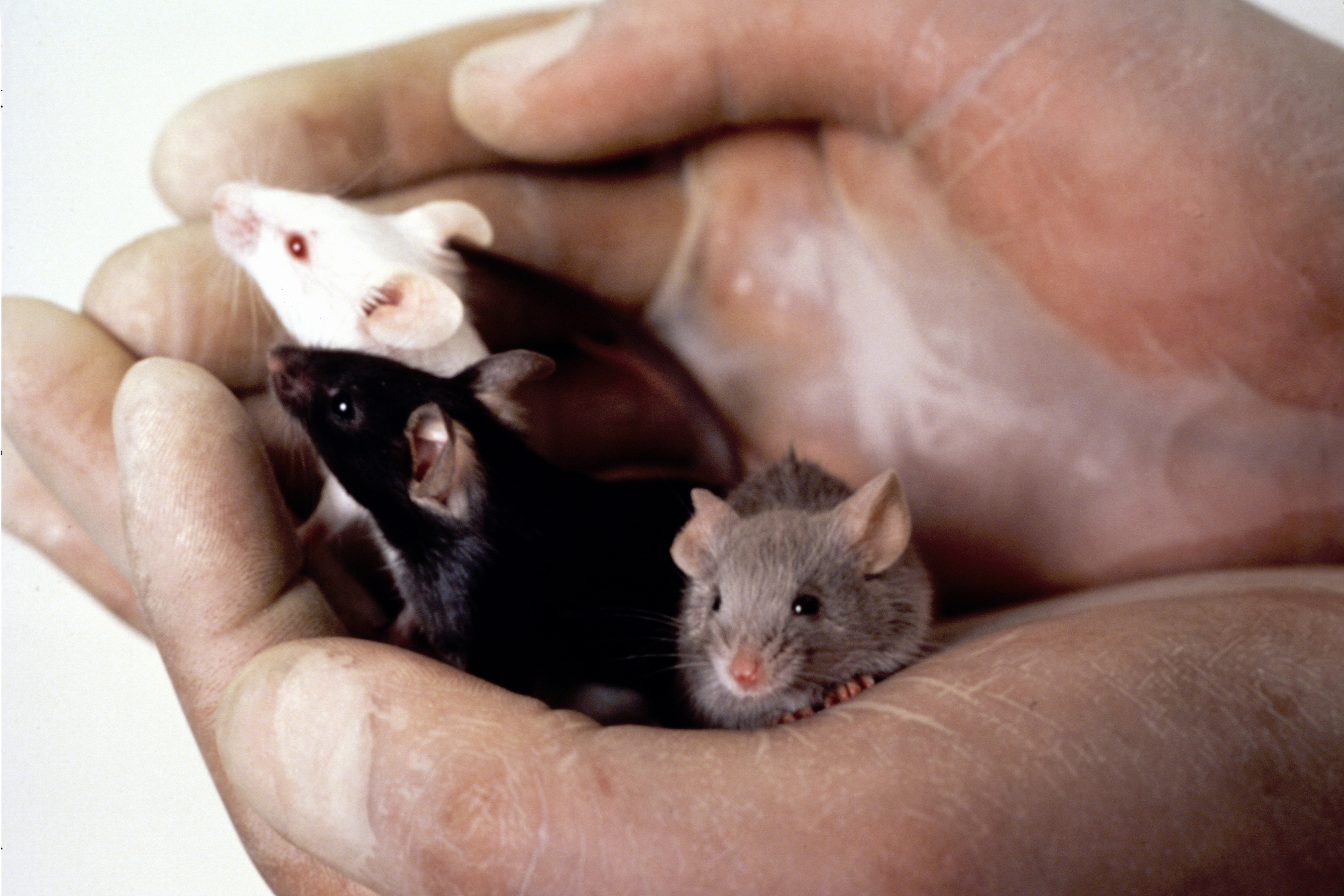
يعتبر الفأر نوع نموذجي للتجارب.

في عام 1242، قدم ابن النفيس أوصافا دقيقة للدورة الدموية في الثدييات. تم تقديم وصف كامل لهذه الدورة الدموية لاحقا في القرن السابع عشر بواسطة وليام هارفي.
في روايته الخيالية التي لم تنتهي من عام 1627, أتلانتس جديدة، اقترح العالم الفيلسوف فرانسيس بيكون مركزا للبحوث يحتوي على «الحدائق والأسوار من كل نوع من البهائم والطيور التي نستخدمها... في التشريح والتجارب؛ مما قد يسلط الضوء على ما قد يكون وضع جسم الإنسان».
في 1660، أجري الطبيب روبرت بويل العديد من التجارب بواسطة مضخة للتحقيق من الآثار المترتبة على تخلخل الهواء. حيث سرد اثنين من التجارب على الحيوانات الحية: «التجربة 40»، وهو اختبار قدرة الحشرات على الطيران في ظل انخفاض ضغط الهواء. والتجربة الدرامية: «التجربة 41» التي أظهرت اعتماد الكائنات الحية على الهواء من أجل البقاء. بويل أجرى العديد من التجارب خلال وضع مجموعة كبيرة ومتنوعة من الحيوانات المختلفة، بما في ذلك الطيور والفئران والثعابين والقواقع والذباب في وعاء المضخة ودرس ردود أفعالهم عند إزالة الهواء.
في القرن الثامن عشر، قرر أنطوان لافوازييه استخدام خنزير غينيا في المسعر لأنه كان يريد أن يثبت أن التنفس هو شكل من أشكال الاحتراق. كان لديه انطباع بأن الاحتراق والتنفس متطابقان كيميائيا. لافوازييه أثبت ذلك بمساعدة بيير-سيمون لابلاس. كلاهما قاما بقياس بعناية كمية «ثاني أكسيد الكربون والحرارة المنبعثة من خنزير غينيا أثناء تنفسه». ثم قارنوا هذا بـ«كمية الحرارة التي تنتج عند حرق الكربون لإنتاج نفس الكمية من ثاني أكسيد الكربون الناتج أثناء زفير خنزير غينيا». الاستنتاج جعل لافوازييه واثقا من «أن التنفس هو شكل من أشكال الاحتراق». أيضا، وأظهرت النتيجة أن الحرارة التي تنتجها الثدييات من خلال التنفس تسمح لأجسادهم أن تمتلك حرارة فوق درجة حرارة الغرفة.
قام ستيفن هايلز بقياس ضغط الدم في الحصان. في سنة 1780 أثبت لويجي جالفاني أن الكهرباء التي يتم تطبيقها على عضلة ساق ضفدعة ميتة، مشرحة،  تسبب في حركتها، مما أدى إلى تقدير العلاقة بين الكهرباء والكائنات الحية. في 1880، أثبت لويس باستور بإقناع نظرية جرثومية المرض الطبية من خلال إعطاء الجمرة الخبيثة إلى الأغنام. في 1890، كلاب إيفان بافلوف الشهيرة المستخدمين في وصف الإشراط الكلاسيكي.
في عام 1921 قدم أوتو لوفي أول دليل قوي على أن الاتصالات العصبية مع الخلايا المستهدفة تحدث عبر المشابك الكيميائية. حيث انتزع قلوب اثنين من الضفادع وتركهم ينبضون في حوض استحمام أيوني. ثم قام بتحفيز العصب المبهم للقلب الأول ولاحظ نبضه يتباطأ. وعندما وضع القلب الثاني في الحمام الأيوني الخاص بالأول تباطا أيضا. 
في 1920، قام إدغار أدريان بصياغة نظرية التواصل العصبي أن وتيرة إمكانات العمل وليس حجم إمكانات العمل هو أساس تواصل حجم الإشارة. كان يؤدي عمله في تحضير منعزل لاتصال عصبي- عضلي خاص بالضفدع. أدريان حصل على جائزة نوبل على أعماله.
في 1960 أثبت كل من ديفيد هوبل و تورستن فيزل تنظيم الماكرو العمودي في المناطق البصرية للقطط والقرود، وقدما أدلة فسيولوجية على الفترة الحرجة لتطوير التفاوت الحسي في الرؤية، وقد منحا جائزة نوبل على عملهم.
في عام 1996 ولدت النعجة دوللي وهي أول حيوان ثديي مستنسخ من خلايا بالغة. العملية التي استنتسخت بها النعجة دوللي استخدمت عملية تعرف باسم النقل النووي التي تطبق بواسطة العالم الرائد إيان ويلموت. على الرغم من أن العلماء لاآخرين لم يكونوا على الفور قادرين على تكرار التجربة، إلا أن ويلموت قال بأن التجربة كانت في الواقع قابلة للتكرار، معطيا إطارا زمنيا أكثر من سنة.
في عام 1997، الابتكارات في الضفادع، القيطم الإفريقي، بواسطة العالم البيولوجي جوناثان سلاك من جامعة باث، خلق مقطوعة رأسية صغيرة، والتي يمكن أن تسمح بتطبيقات مستقبلية في مجال نقل وزرع الأعضاء.
كان هناك قلق متزايد حول منهجية رعاية الحيوانات المختبرية المستخدمة في التجارب. هناك زيادة في التركيز على إنسانية أكثر ورحمة أكثر في معاملة الحيوانات. القلق المنهجي يشمل العوامل التي تجعل نتائج دراسة الحيوانات أقل استنساخا من المقصود. على سبيل المثال،  دراسة من عام 2014 من جامعة ماكجيل في مونتريال، كندا أظهرت أن الفئران التي يقوم الرجال بالتعامل معها بدلا من النساء أظهرت مستويات أعلى من التوتر.

## في الطب

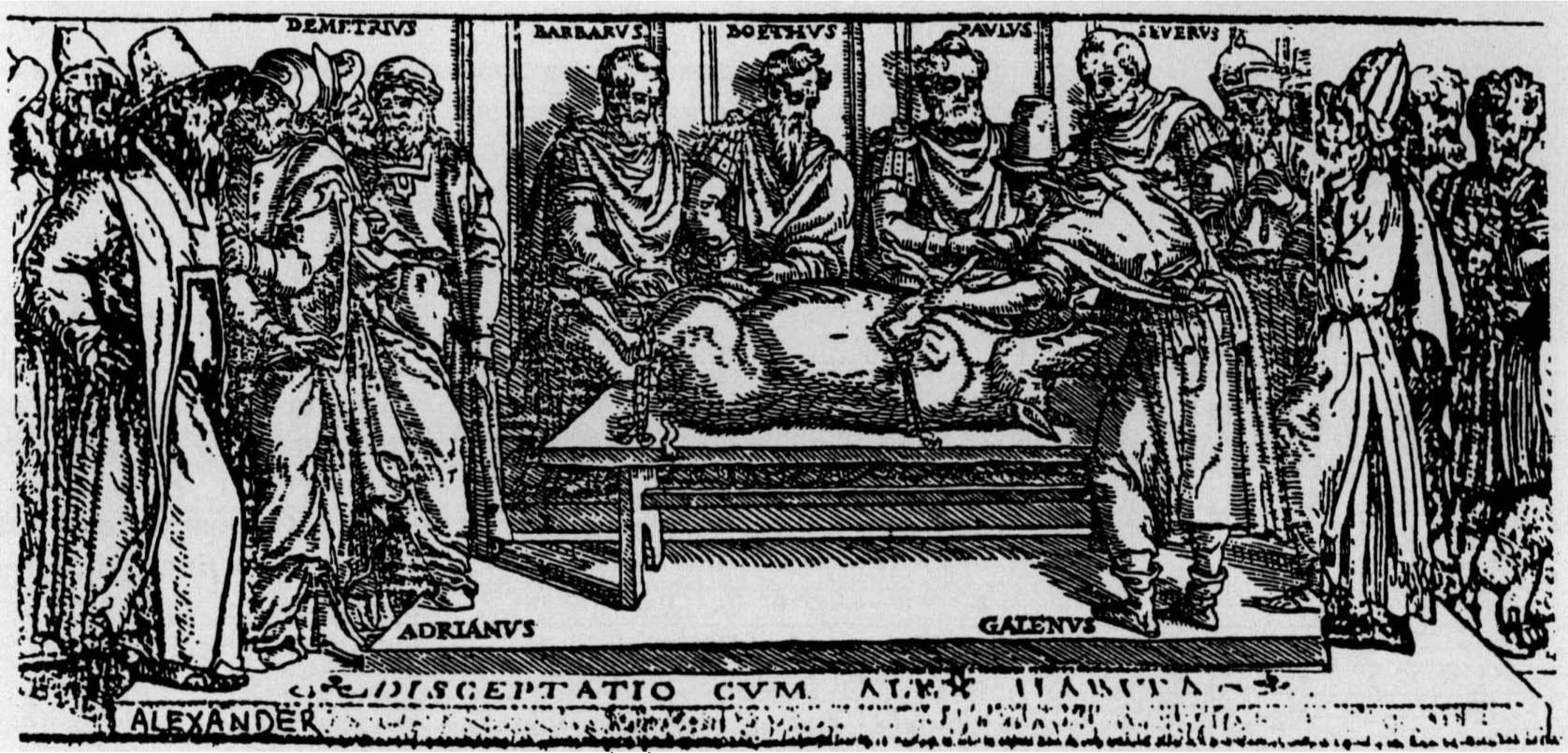
تصورللتشريح في وقت مبكر باستخدام الخنازير

في 1880 و 1890، قام إميل فون بهرنغ بعزل سم الخناق وأظهر آثاره على خنازير غينيا. كما استمر إلى إثبات الحصانة ضد الدفتريا في الحيوانات في عام 1898 عن طريق حقن مزيج من السم والترياق. هذا العمل ساهم جزئيا في منح فون بهرنغ في عام 1901 جائزة نوبل في علم وظائف الأعضاء أو الطب. ما يقرب من 15 عاما لاحقا، أعلن بهرنغ عن هذا المزيج المناسب لمناعة الإنسان الذي أنهى إلى حد كبير ويلات الخناق على البشر. الترياق الشهير يتم الاحتفال به كل عام في سباق إديتارود، والتي هي على غرار تسليم ترياق الخناق إلى الإقليم في عام 1925. نجاح الدراسات الحيوانية في إنتاج ترياق الخناق تنسب من قبل البعض كسبب تراجع الحركات المعادية للتجارب على الحيوانات في أوائل القرن العشرين في الولايات المتحدة الأمريكية.
في عام 1943, اكتشف مختبر سلمان واكسمان المختبر  الستربتومايسين باستخدام سلسلة من الشاشات للعثور على مواد مضادة للجراثيم من التربة. ربط واكسمان مصطلح المضادات الحيوية فيما يخص هذه المواد. واكسمان سيفوز بجائزة نوبل في علم وظائف الأعضاء أو الطب في عام 1952 عن اكتشافاته في المضادات الحيوية. كوروين هنشو وويليام فيلدمان أخذا عينات الستربتومايسين وتم العلاج من مرض السل في أربعة من خنازير غينيا. هنشو أتبع هذه الدراسات بالتجارب البشرية التي قدمت تقدمات درامية في القدرة على وقف تطور مرض السل. الوفيات الناجمة عن السل في المملكة المتحدة قد تقلصت من أوائل القرن العشرين بسبب النظافة وتحسين مستويات المعيشة، ولكن من لحظة ظهور المضادات الحيوية  أصبح الانخفاض حادا حتى الثمانينيات حين أصبحت الوفيات في البلدان المتقدمة بشكل فعال تساوي الصفر.
أيضا في 1940، جون كيد اختبر أملاح الليثيوم في خنازير غينيا في البحث عن الأدوية بخصائص مهدئة. الحيوانات بدت أكثر هدوءا في المزاج. ثم اختبر الليثيوم على نفسه قبل استخدامه لعلاج موجات الهوس المتكررة.  ظهور الليثيوم أشعل ثورة في علاج مثبطات الهوس من السبعينيات. قبل تجارب كيد على الحيوانات، مثبطات الهوس كانت بعملية جراحية أو علاج بالصدمات الكهربائية.
في خمسينيات القرن العشرين أولى المخدرات الآمنة: هالوثان تم تطويره من خلال الدراسات على القوارض والأرانب والكلاب والقطط والقرود. هذا مهد الطريق أمام جيل جديد من التخدير العام الحديث – التي تم تطويرها أيضا بمساعدة الدراسات الحيوانية – التي بدونها ستصبح العمليات الجراحية الحديثة المعقدة مستحيلة تقريبا.
طوال القرن العشرين، البحوث التي تستخدم الحيوانات الحية أدى إلى العديد من التطورات الطبية وعلاج الأمراض التي تصيب الإنسان مثل: زرع الأعضاء تقنيات مكافحة رفض زرع الأعضاء،  جهاز القلب والرئة،  المضادات الحيوية مثل البنسلين، ولقاح السعال الديكي.
حاليا التجارب الحيوانية لا تزال تستخدم في البحوث التي تهدف إلى حل المشاكل الطبية بما في ذلك مرض الزهايمر، التصلب المتعدد إصابة الحبل الشوكي، والعديد من الحالات التي لا يوجد نموذج مفيد متاح لعلاجها  في المختبر.

### التقدمات البيطرية

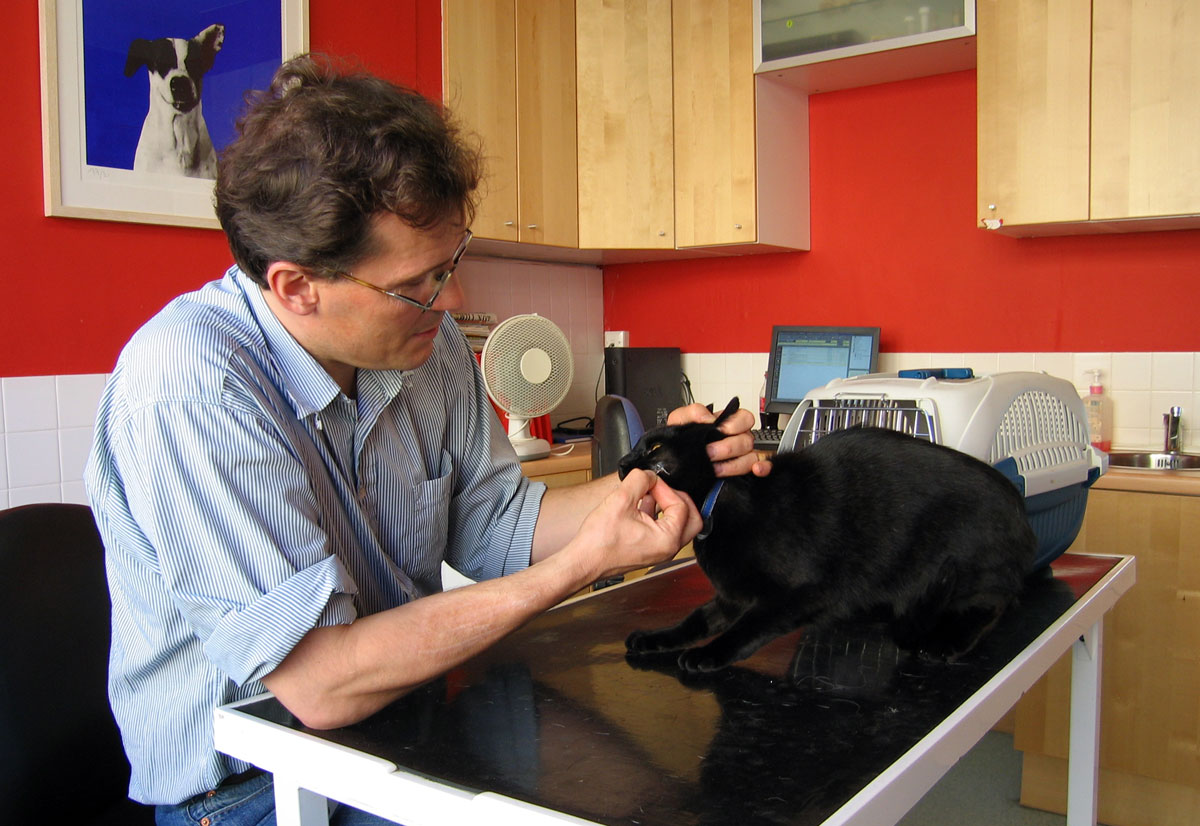
جراح بيطري في عمله مع قط

دراسات التجارب على الحيوانات البيطرية  تشكل حوالي خمسة في المئة من الأبحاث باستخدام الحيوانات. العلاجات للأمراض الحيوانية التالية مستمدة من الدراسات على الحيوانات: داء الكلب، الجمرة الخبيثة، الرعام، فيروس نقص المناعة في القطط، السل،  حمى ماشية تكساس، انفلونزا الخنازير (خنزير الكوليرا) القلبية وغيرها من الأمراض الطفيلية.
اختبار الحيوانات عن داء الكلب تتطلب أن يكون الحيوان ميتا، ويستغرق الأمر ساعتين لإجراء الاختبار.
البحوث الأساسية والتطبيقية في مجال الطب البيطري تستمر في مواضيع متنوعة، مثل البحث عن تحسين علاجات ولقاحات القطط فيروس اللوكيميا وتحسين الأورام البيطرية.

## المعضلة المبكرة

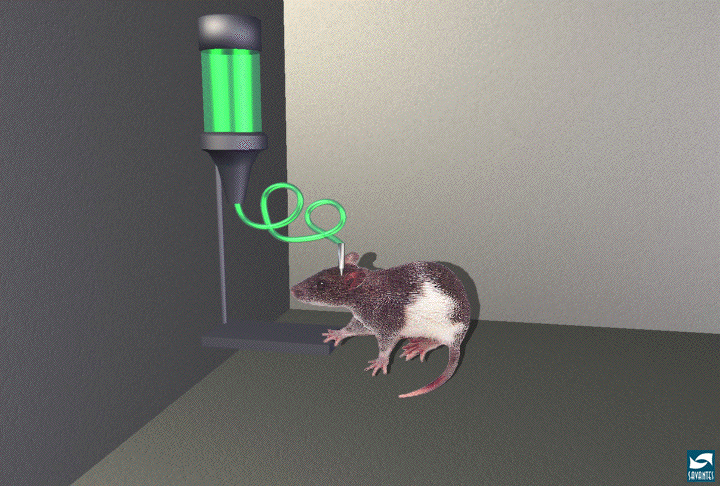
الآثار الأخلاقية لاستخدام حيوانات التجارب أثارت جدلا ساخنا بشأن المعاملة الإنسانية.

في 1655، الفيزيائي إدموند أوميرا تم تسجيل قوله أن «التعذيب البائس للتشريح يضع الجسم في حالة غير طبيعية.» أوميرا وبالتالي أعرب عن واحد من أوائل الاعتراضات العلمية على التشريح: أن الألم الذي سيتحمله المعرض للتشريح سيتداخل مع نتائج التشريح.
في عام 1822، سن أول قانون لحماية الحيوان في البرلمان البريطاني، تليه قانون القسوة على الحيوانات (1876)، أول قانون على وجه التحديد يهدف إلى تنظيم التجارب على الحيوانات. التشريعات تمت ترقيتها من قبل تشارلز داروين بعد ذلك.
الاعتراض على استخدام الحيوانات في البحوث الطبية نشأ في الولايات المتحدة خلال 1860 عندما أسس هنري بيرغ الجمعية الأمريكية لمنع القسوة على الحيوانات (ASPCA)، لتصبح أول منظمة أمريكية مجتمعية على وجه التحديد لمعارضة التشريح
معارضو التشريح في ذلك الوقت اعتقدوا أن انتشار الرحمة كان سبب عظيم للحضارة، وان التشريح كان قاسيا. ومع ذلك، في الولايات المتحدة، جهود معارضي التشريح هزمت في كل التشريعيات بسبب دعم واسع من الجمهور المستنير عن الاستخدام الحذر والحكيم للحيوانات. أوائل حركات معارضة التشريح في الولايات المتحدة تضاءلت إلى حد كبير في 1920، يحتمل أن يكون السبب مجموعة متنوعة من العوامل بما في ذلك المعارضة من المجتمع الطبي، تحسينات هائلة في الطب من خلال استخدام الحيوانات وميل معارضي التشريح إلى التحريف والمبالغة، واستخدامهم الغير دقيقة والغامض للمراجع القديمة. عموما، هذه الحركة لم يُكتب لها النجاح التشريعي.
على الجانب الآخر من النقاش، رأى مؤيدو التجارب على الحيوانات أن التجارب على الحيوانات لازمة للنهضة الطبية والبيولوجية والمعارف لضمان سلامة استخدام المنتجات المعدة الإنسان والحيوان. المؤسسين في عام 1831 من حديقة حيوان دبلن—رابع أقدم حديقة حيوان في أوروبا بعد فيينا وباريس ولندن_ كانوا أعضاء المهنة الطبية، الراغبين في دراسة الحيوانات سواء كانوا على قيد الحياة أو كانوا أمواتا. كلود برنارد، المعروف باسم «أمير التشريح» ووالد علم وظائف الأعضاء—الذي أسست زوجته ماري فرانسواز مارتن أول مجتمع مضاد للتشريح في فرنسا في عام 1883—كتب جملته الشهيرة في عام 1865 أن «علم الحياة هو قاعة رائعة وومضاءة بتألق التي يمكن الوصول إليها فقط عن طريق المرور من خلال مطبخ طويل مروع». مجادلا أن «التجارب على الحيوانات...قاطعة تماما على علم السموم للإنسان.. وأن تأثيرات هذه المواد على الإنسان هي نفسها على الحيوان، باستثناء الفروق في الدرجة.»  برنارد اعتبر التجارب الحيوانية كجزء من معيار المنهج العلمي.